# Santa Maria i Sant Jacint de Vallespinosa
Santa Maria i Sant Jacint de Vallespinosa és una ermita que està situada en un replà del senderó costerut que des del poble de Vallespinosa puja fins al castell. Avui està molt deteriorada a causa de l'abandonament de molts anys i, sobretot, dels llamps que hi han caigut, el darrer a començaments d'aquest segle. Cal atribuir-ho al transformador situat dins la caseta que fou construïda al costat de l'ermita quan portaren l'electricitat al poble.

## Història
Malgrat haver estat considerada romànica per part dels estudiosos que la visitaren, sens dubte per una observació apressada i també per causa de la seva aparença, l'ermita fou construïda com a ex vot el segle xvii, per voluntat expressada en testament per Rafael de Biure, senyor de Vallespinosa, l'any 1633.

## Descripció

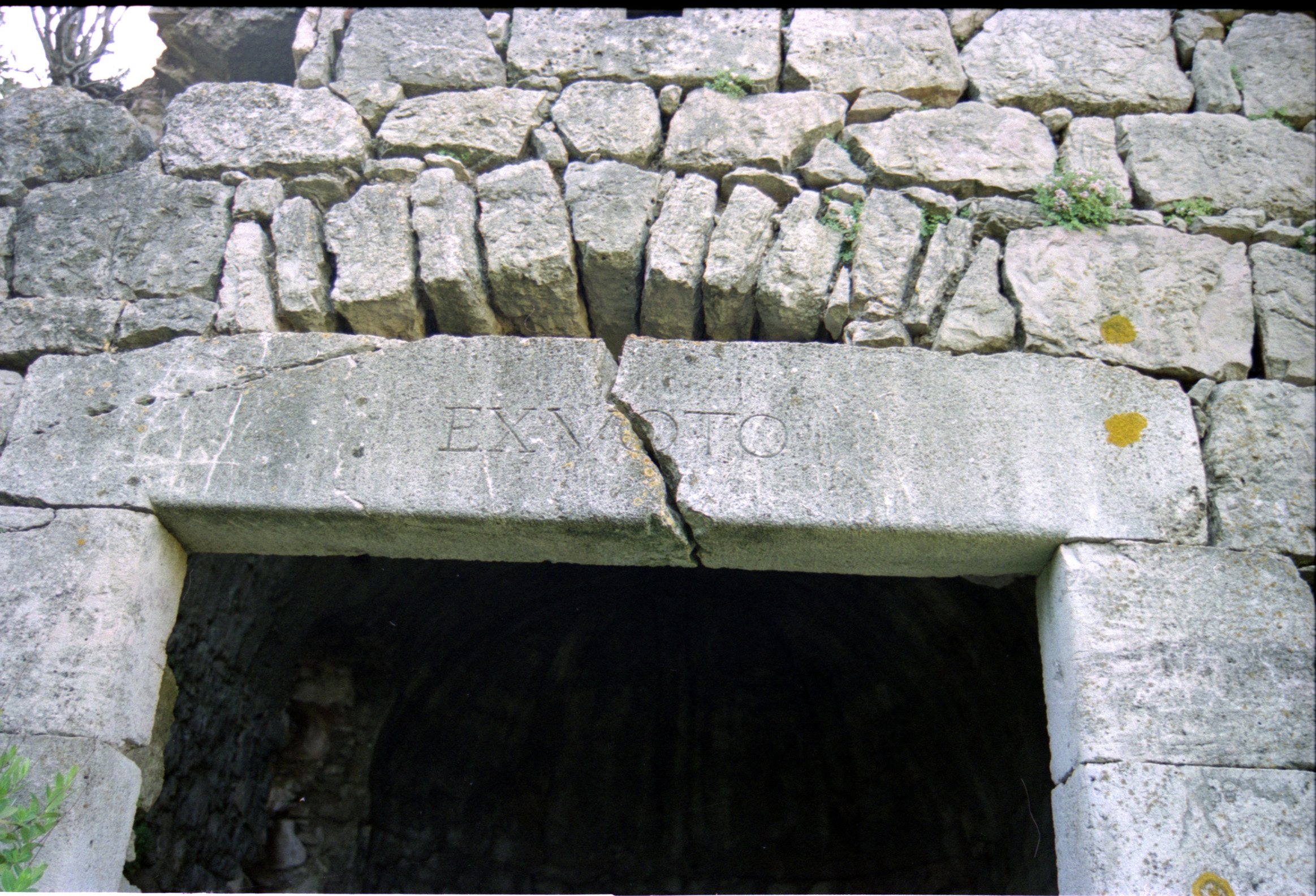
Dintell amb inscripció

És un edifici d'una sola nau i absis semicircular que a l'interior mesura 7 m de llarg, 4 m d'ample i 4 m d'altura. La nau i la capçalera van cobertes, respectivament, de volta de mig punt i de quart d'esfera. L'actual estat ruinós de l'edifici permet veure que, malgrat la tipologia, es tracta d'una construcció ben allunyada del romànic, car és una fàbrica de maçoneria feta amb pedra grossa desbastada a cops de maceta, que pren l'aparença d'una pseudocarreuada.
Al fronfispici, que és al peu de la nau, hi ha la porta amb una llinda monolítica i sengles finestres situades simètricament al costat. A la llinda, seguint la voluntat de Rafel de Biure, hi ha gravades amb lletra capital romana les paraules «EX VOTO». En un carreu situat a l'exterior de la capçalera, a la part baixa, hi ha gravada la data 1645 que deu correspondre a l'acabament de l'obra.